# Championnat de Belgique masculin de handball de deuxième division 2012-2013
Navigation
Division 2 2011-2012 Division 2 2013-2014
La saison 2012-2013 du Championnat de Belgique masculin de handball de deuxième division est la 50e saison de la deuxième plus haute division masculine de handball en Belgique. La première phase du championnat, la phase classique, est suivie des Play-offs pour les quatre premières équipes et des Play-downs pour les six autres.
Au terme de la saison, c'est le HB Sint-Truiden qui décroche le titre de champion de Belgique de deuxième division au détriment de l'Olse Merksem HC. Toutefois, les limbourgeois ne désirent pas monter, ne se considérant pas prêt à évoluer au sein de l'élite. C'est donc l'Olse, son dauphin, qui sera promu la saison prochaine en Division 1 où il remplacera le VOO HC Herstal-Flémalle ROC. Les flandriens du HC DB Gent et du HKW Waasmunster terminent, quant à eux, la saison respectivement 3e et 4e.
Dans le bas du classement, en Play-downs, le HC Atomix et la HC Kraainem sont relégués, ils seront remplacés la saison suivante par le United Brussels HC et le Kreasa HB Houthalen.

## Participants
| Club                        | Matricule | Classement 2011-2012 | Localisation | Entraîneur | Salle                     |
| --------------------------- | --------- | -------------------- | ------------ | ---------- | ------------------------- |
| HC Atomix                   | 172       | 10e de D1            | Haacht       | ?          | Sporthal Den Dijk         |
| HK Waasmunster              | 357       | 2e                   | Waasmunster  | ?          | Sporthal Hoogendonck      |
| Olse Merksem HC             | 48        | 3e                   | Anvers       | ?          | Sportcentrum De Rode Loop |
| KV Sasja HC Hoboken         | 191       | 4e                   | Anvers       | ?          | Sportcomplex Sorghvliedt  |
| HB Sint-Truiden             | 303       | 5e                   | Saint-Trond  | ?          | Sporthal Jodenstraat      |
| HC Visé BM II               | 89        | 6e                   | Visé         | ?          | Hall Omnisports de Visé   |
| HC Kraainem                 | 593       | 7e                   | Kraainem     | ?          |                           |
| HC DB Gent                  | 182       | 8e                   | Gand         | ?          | Sporthal Hekers           |
| Waterloo ASH                | 27        | 1er de D1 LFH        | Waterloo     | ?          | Hall Omnisports de Visé   |
| Sporting Neerpelt-Lommel II | 112       | ? de Superliga       | Anvers       | ?          |                           |

### Localisation
| \| Atomix Waterloo ASH Sporting NeLo Waasmunster Sint-Truiden Olse Merksem HC Gand KV Sasja II Visé II Kraainem \| Localisation des clubs engagés dans le championnat |
| Atomix Waterloo ASH Sporting NeLo Waasmunster Sint-Truiden Olse Merksem HC Gand KV Sasja II Visé II Kraainem                                                          |

| # | Province                      | Nombre | Équipe(s)                                    |
| - | ----------------------------- | ------ | -------------------------------------------- |
| 1 | Province de Limbourg          | 2      | HB Sint-Truiden, Sporting Neerpelt-Lommel II |
| 1 | Province de Flandre-Orientale | 2      | HK Waasmunster, HC DB Gent                   |
| 1 | Province du Brabant flamand   | 2      | HC Kraainem, HC Atomix                       |
| 1 | Province d'Anvers             | 2      | KV Sasja HC Hoboken II, Olse Merksem HC      |
| 3 | Province de Liège             | 1      | HC Visé BM II                                |
| 3 | Province du Brabant wallon    | 1      | Waterloo ASH                                 |

## Organisation du championnat
La saison régulière est disputée par 10 équipes jouant chacune l'une contre l'autre à deux reprises selon le principe des phases aller et retour. Une victoire rapporte 2 points, une égalité, 1 point et, donc une défaite 0 point.
À la suite des changements de format, la saison continue après la phase classique avec deux tours finals, contrairement à la saison précédente. Les quatre équipes les mieux classées s'engagent dans les Play-offs tandis que les 6 autres s'engage en Play-downs. En Play-off, ces quatre formations s'affrontent en phase aller-retour mais lors duquel l'équipe classée première de la saison régulière part avec 4 points, le second, 3, le troisième, 2, le quatrième, 1. Après, ce tour, les deux meilleures équipes s'affrontent lors d'une finale au meilleur des trois dans laquelle l'équipe ayant terminé deuxième reçoit en premier. Les deux équipes ayant terminé aux deux dernières places, s'engage quant à elle dans un match pour la troisième place lors de laquelle, la formation classée troisième, reçoit.
En Play-downs, là aussi, les équipes ayant mieux terminée la phase régulière débutent avec un avantage au niveau des points. Ainsi, le cinquième de la phase classique commence avec 6 points, le sixième, 5, le septième, 4, le huitième, 3, le neuvième, 2 et le dixième avec 1 point. Ces six équipes s'affrontent dans le but de ne pas terminer au deux dernières places, synonyme de relégation au troisième niveau.

## Compétition

### Saison régulière

#### Classement
|    | Équipe                      | Pts | J  | G  | N | P  | Bp  | Bc  | Diff |
| -- | --------------------------- | --- | -- | -- | - | -- | --- | --- | ---- |
| 1  | HB Sint-Truiden             | 29  | 18 | 14 | 1 | 3  | 461 | 404 | 57   |
| 2  | Olse Merksem HC             | 27  | 18 | 13 | 1 | 4  | 477 | 406 | 71   |
| 3  | HC DB Gent                  | 25  | 18 | 12 | 1 | 5  | 446 | 408 | 38   |
| 4  | HKW Waasmunster             | 24  | 18 | 11 | 2 | 5  | 471 | 408 | 63   |
| 5  | KV Sasja HC Hoboken II      | 18  | 18 | 9  | 0 | 9  | 431 | 463 | -32  |
| 6  | HC Visé BM                  | 15  | 18 | 7  | 1 | 10 | 447 | 445 | 2    |
| 7  | Waterloo ASH                | 14  | 18 | 7  | 0 | 11 | 410 | 464 | -54  |
| 8  | HC Kraainem                 | 12  | 18 | 5  | 2 | 11 | 452 | 482 | -30  |
| 9  | Sporting Neerpelt-Lommel II | 10  | 18 | 5  | 0 | 13 | 466 | 523 | -57  |
| 10 | HC Atomix                   | 6   | 18 | 3  | 0 | 15 | 478 | 536 | -58  |

|                 | Qualifié en Play-offs                    |
|                 | Play-downs                               |
| en augmentation | Promu 2012                               |
| en diminution   | relégué de Division 1 en début de saison |

### Matchs
| Résultats (dom.\ext.)                                      | VIS   | WAA   | GEN   | SNE   | SAS   | ATO   | OME   | KRA   | WAT   | S-T   |
| HC Visé BM II                                              |       | 19-20 | 28-22 | 30-31 | 32-21 | 33-23 | 18-24 | 28-22 | 28-18 | 24-25 |
| HKW Waasmunster                                            | 27-19 |       | 21-21 | 34-29 | 28-17 | 31-20 | 22-22 | 31-29 | 33-24 | 22-23 |
| HC DB Gent                                                 | 23-19 | 20-17 |       | 31-25 | 33-19 | 26-20 | 28-21 | 25-20 | 29-19 | 20-27 |
| Sporting Neerpelt-Lommel II                                | 25-30 | 24-31 | 33-27 |       | 35-21 | 30-28 | 19-29 | 25-30 | 16-24 | 27-30 |
| KV Sasja HC Hoboken II                                     | 31-24 | 25-23 | 27-28 | 23-22 |       | 28-23 | 29-23 | 35-22 | 28-22 | 28-23 |
| HC Atomix                                                  | 27-28 | 21-30 | 28-29 | 37-27 | 38-23 |       | 26-31 | 23-34 | 34-27 | 31-34 |
| Olse Merksem HC                                            | 26-22 | 20-18 | 22-16 | 32-24 | 29-21 | 39-23 |       | 31-27 | 23-18 | 26-27 |
| HC Kraainem                                                | 28-28 | 26-28 | 19-21 | 34-22 | 23-34 | 26-25 | 20-31 |       | 25-23 | 21-25 |
| Waterloo ASH                                               | 26-22 | 23-33 | 20-26 | 28-26 | 25-21 | 27-25 | 23-21 | 21-20 |       | 24-26 |
| HB Saint-Trond                                             | 26-15 | 26-22 | 23-21 | 24-26 | 10-0  | 33-26 | 25-27 | 26-26 | 28-18 |       |
| - Victoire à domicile - Match nul - Victoire à l'extérieur |       |       |       |       |       |       |       |       |       |       |

### Play-offs

#### Classement
|   | Équipe          | Pts | J | G | N | P | Bp  | Bc  | Diff |
| - | --------------- | --- | - | - | - | - | --- | --- | ---- |
| 1 | Olse Merksem HC | 13  | 6 | 5 | 0 | 1 | 145 | 123 | 22   |
| 2 | HB Saint-Trond  | 12  | 6 | 4 | 0 | 2 | 148 | 136 | 12   |
| 3 | HC DB Gent      | 6   | 6 | 2 | 0 | 4 | 126 | 136 | -10  |
| 4 | HKW Waasmunster | 3   | 6 | 1 | 0 | 5 | 116 | 140 | -24  |

|  | Qualification pour la finale                        |
|  | Qualification pour le match pour la troisième place |

#### Matchs
| Résultats (dom.\ext.)                                      | OME   | S-T   | GEN   | WAA   |
| Olse Merksem HC                                            |       | 22-18 | 24-23 | 22-18 |
| HB Sint-Truiden                                            | 28-26 |       | 24-31 | 34-21 |
| HC DB Gent                                                 | 17-27 | 19-20 |       | 24-23 |
| HKW Waasmunster                                            | 19-24 | 17-24 | 18-12 |       |
| - Victoire à domicile - Match nul - Victoire à l'extérieur |       |       |       |       |

#### Finales

##### Match pour la troisième place
| 11 mai 2013 | HC DB Gent | 29 - 28 | HKW Waasmunster | Sporthal Hekers, Gand |

##### Finale
| 12 mai 2013 | HB Sint-Truiden | 25 - 21 | Olse Merksem HC | Sporthal Jodenstraat, Saint-Trond |

| 18 mai 2013 | Olse Merksem HC | 19 - 25 | HB Sint-Truiden | Sportcentrum De Rode Loop, Anvers |

- HB Sint-Truiden 2 - 0 Olse Merksem HC

## Play-downs

### Classement
|   | Équipe                      | Pts | J  | G | N | P | Bp  | Bc  | Diff |
| - | --------------------------- | --- | -- | - | - | - | --- | --- | ---- |
| 1 | KV Sasja HC Hoboken II      | 16  | 10 | 5 | 0 | 5 | 248 | 279 | -31  |
| 2 | Waterloo ASH                | 15  | 10 | 5 | 1 | 4 | 258 | 258 | 0    |
| 3 | HC Visé BM II               | 14  | 10 | 4 | 1 | 5 | 234 | 249 | -15  |
| 4 | Sporting Neerpelt-Lommel II | 12  | 10 | 5 | 0 | 5 | 294 | 267 | 27   |
| 5 | HC Atomix                   | 12  | 10 | 5 | 1 | 4 | 314 | 294 | 20   |
| 6 | HC Kraainem                 | 12  | 10 | 4 | 1 | 5 | 273 | 274 | -1   |

|  | Relégation au troisième niveau |

### Matchs
| Résultats (dom.\ext.)                                      | SAS   | WAT   | VIS   | N-L   | ATO   | KRA   |
| KV Sasja HC Hoboken II                                     |       | 24-18 | 30-19 | 33-30 | 37-26 | 32-24 |
| Waterloo ASH                                               | 30-21 |       | 28-25 | 29-22 | 28-29 | 26-20 |
| HC Visé BM II                                              | 23-18 | 27-22 |       | 24-23 | 24-24 | 22-18 |
| Sporting Neerpelt-Lommel II                                | 33-14 | 24-26 | 30-23 |       | 37-29 | 32-29 |
| HC Atomix                                                  | 37-19 | 40-25 | 34-26 | 27-36 |       | 35-26 |
| HC Kraainem                                                | 39-20 | 26-26 | 22-21 | 33-27 | 36-33 |       |
| - Victoire à domicile - Match nul - Victoire à l'extérieur |       |       |       |       |       |       |

## Champion
| Champion de Belgique masculin de handball de Division 2 2012-2013 Handbal Sint-Truiden ? |

## Bilan

### Classement final
| Rang | Équipe                      |
| ---- | --------------------------- |
| 1er  | HB Sint-Truiden             |
| 2e   | Olse Merksem HC             |
| 3e   | HC DB Gent                  |
| 4e   | HKW Waasmunster             |
| 5e   | KV Sasja HC Hoboken II      |
| 6e   | Waterloo ASH                |
| 7e   | HC Visé BM II               |
| 8e   | Sporting Neerpelt-Lommel II |
| 9e   | HC Atomix                   |
| 10e  | HC Kraainem                 |

|                 | Qualifiés pour la Division 1 |
|                 | Relégués en troisième niveau |
| en augmentation | Promu de début de saison     |
| en diminution   | Relégué de début de saison   |

### Classement des buteurs
| Rang | Nom                  | Nationalité | Équipe           | Buts | Matchs |
| ---- | -------------------- | ----------- | ---------------- | ---- | ------ |
| 1    | Wout Winters         | Belgique    | Sporting NeLo II | 117  | 16     |
| 2    | Erik Smeijers        | Belgique    | HC Atomix        | 113  | 18     |
| 3    | Gerrit Vertommen     | Belgique    | HC Atomix        | 109  | 18     |
| 4    | Serge Devillers      | Belgique    | HC Kraainem      | 99   | 18     |
| 5    | Nicolas Wauters      | Belgique    | HC Visé BM II    | 92   | 15     |
| 6    | Gérard Sovet         | Belgique    | HKW Waasmunster  | 91   | 18     |
| 7    | Tim Van Cauwenberghe | Belgique    | HC DB Gent       | 91   | 17     |
| 8    | Johannes Verhoeven   | Belgique    | Olse Merksem HC  | 90   | 15     |
| 9    | Stephen Martens      | Belgique    | HB Sint-Truiden  | 86   | 15     |
| 10   | Louis Motte          | Belgique    | HC DB Gent       | 85   | 18     |

### Bilan de la saison
| Tableau d'honneur de la saison 2012-2013 |                     |               |
| Compétition                              | Vainqueur           | Commentaire   |
| Championnat de Belgique                  | HB Sint-Truiden     | -             |
| Promu en Division 1                      | Olse Merksem HC     | -             |
| Promotions et relégations                |                     |               |
| Promu de Superliga (Ligue flamande)      | Kreasa HB Houthalen | ? (Superliga) |
| Promu de D1 LFH (Ligue francophone)      | United Brussels HC  | 1re (D1 LFH)  |
| Relégation en Superliga (Ligue flamande) | HC Atomix           | 9e            |
| Relégation en D1 LFH (Ligue francophone) | HC Kraainem         | 10e           |